# Platforma jako usługa
Platforma jako usługa (ang. platform as a service, w skrócie PaaS) – model usługi chmurowej umożliwiający odbiorcy usług wdrożenie na infrastrukturze chmury aplikacji stworzonych przez siebie lub nabytych, które zostały przygotowane przy użyciu języków programowania, bibliotek, usług i narzędzi obsługiwanych przez dostawcę, w przypadku której odbiorca usług nie zarządza, ani nie kontroluje infrastruktury chmury, w tym sieci, serwerów, systemów operacyjnych oraz pamięci masowych, ale ma kontrolę nad wdrożonymi aplikacjami i, ewentualnie, nad ustawieniami konfiguracji dla środowiska udostępnienia aplikacji.
Polega na udostępnieniu przez dostawcę wirtualnego środowiska pracy; usługa ta skierowana jest przede wszystkim do programistów.
W tym modelu sprzedaż gotowego, często dostosowanego do potrzeb użytkownika, kompletu aplikacji nie wiąże się z koniecznością zakupu sprzętu ani instalacją oprogramowania. Wszystkie potrzebne programy znajdują się na serwerach dostawcy. Klient po swojej stronie ma dostęp do interfejsu (na ogół w postaci ujednoliconego środowiska pracy) poprzez program – klienta. np. przeglądarkę internetową. W tym modelu usługi najczęściej dostępne są dla użytkownika z dowolnego połączonego z internetem komputera.
W tym przypadku, klient nie troszczy się o system operacyjny (w tym jego utrzymanie, zarządzanie, łatanie), a zajmuje się pisaniem aplikacji i ich utrzymaniem. Aplikacje może użytkować sam lub sprzedawać je jako usługi. Przykładem takiej platformy jest jedna z usług dostępnych w ramach Azure Services Platform – Windows Azure, rozwijanej przez Microsoft. Podobny rodzaj chmury oferuje również Google, chociaż w porównaniu do platformy Azure, zakres i możliwości są mniejsze. W wypadku PaaS rozlicza się za zużycie zasobów (czas procesora, miejsce na dysku, liczbę zapytań czy transfer danych).